# Großer Preis von Monaco 2023
Der Große Preis von Monaco 2023 (offiziell Formula 1 Grand Prix de Monaco 2023) fand am 28. Mai auf dem Circuit de Monaco in Monte Carlo statt und war das sechste Rennen der Formel-1-Weltmeisterschaft 2023.

## Bericht

### Hintergründe
Nach dem Großen Preis von Miami führte Max Verstappen in der Fahrerwertung mit 14 Punkten vor Sergio Pérez und mit 44 Punkten vor Fernando Alonso. In der Konstrukteurswertung führte Red Bull mit 122 Punkten vor Aston Martin und mit 128 Punkten vor Mercedes.
Pirelli stellte den Fahrern die Reifenmischungen C3 Hard (weiß), C4 Medium (gelb) und C5 Soft (rot) sowie Cinturato Intermediates (grün) und Cinturato Full-Wets (blau) für nasse Bedingungen zur Verfügung.
McLaren trat mit einer Speziallackierung zum Grand Prix an. Die Wagen von Lando Norris und Oscar Piastri bekamen die Farben von drei legendären McLaren-Rennwagen verpasst, die in der Vergangenheit große Siege eingefahren haben.
Pierre Gasly (acht), Lance Stroll (fünf), Alexander Albon, George Russell, Yuki Tsunoda (jeweils vier), Alonso, Norris, Esteban Ocon, Zhou Guanyu (jeweils drei), Verstappen, Pérez, Carlos Sainz jr. (jeweils zwei), Charles Leclerc und Kevin Magnussen (jeweils einer) gingen mit Strafpunkten ins Wochenende.
Mit Lewis Hamilton (dreimal), Alonso (zweimal), Verstappen und Pérez (jeweils einmal) traten vier ehemalige Sieger zu diesem Grand Prix an.
Wie bereits im Jahr 2022 fand das Rennwochenende erneut von Freitag bis Sonntag statt. Der traditionelle Donnerstag, an welchem das erste und zweite freie Training bisher absolviert wurden, entfiel.
Als Rennkommissare für dieses Rennwochenende fungierten Tim Mayer (USA), Felix Holter (DEU), Danny Sullivan (USA) und Jean-François Calmes (MCO).

### Training
Im ersten freien Training war Sainz jr. der Schnellste mit einer Zeit von 1:13,372 Minuten vor Alonso und Hamilton.
Im zweiten freien Training war Verstappen mit einer Zeit von 1:12,462 Minuten der Schnellste vor den beiden Ferrari von Leclerc und Sainz jr.
Im dritten freien Training war erneut Verstappen der Schnellste. Er sicherte sich mit 1:12,776 Minuten die Bestzeit vor Pérez und Stroll.

### Qualifying
Das Qualifying bestand aus drei Teilen mit einer Nettolaufzeit von 45 Minuten. Im ersten Qualifying-Segment (Q1) hatten die Fahrer 18 Minuten Zeit, um sich für das Rennen zu qualifizieren. Alle Fahrer, die im ersten Abschnitt eine Zeit erzielten, die maximal 107 Prozent der schnellsten Rundenzeit betrug, qualifizierten sich für den Grand Prix. Die besten 15 Fahrer erreichten den nächsten Qualifikationsabschnitt. Verstappen war Schnellster. Pérez, Zhou, beide Haas-Piloten und Logan Sargeant schieden aus.
Der zweite Abschnitt (Q2) dauerte 15 Minuten. Die schnellsten zehn Piloten qualifizierten sich für den dritten Teil des Qualifyings. Verstappen war erneut Schnellster. Valtteri Bottas, Stroll, Albon, Nyck de Vries und Piastri schieden aus.
Der letzte Abschnitt (Q3) ging über eine Zeit von zwölf Minuten, in denen die ersten zehn Startpositionen vergeben wurden. Verstappen sicherte sich mit einer Zeit von 1:11,365 Minuten die Pole-Position vor Alonso und Leclerc. Leclerc erhielt nach dem Qualifying eine Startplatzstrafe von drei Plätzen, weil er Norris behindert hatte. Dadurch rückte Ocon auf Platz drei vor.

### Rennen
Verstappen konnte den Start gegen Alonso gewinnen und sich mit der Zeit absetzen. Dahinter folgten Ocon, Sainz jr., Hamilton, Leclerc und Russell. Bei einem Überholversuch von Sainz jr. gegen Ocon beschädigte der Spanier sich den Frontflügel, konnte allerdings weiter fahren.
Bis zur ersten Boxenstopp-Phase blieb die Reihenfolge unverändert. Hamilton eröffnete aus der Spitzengruppe die Boxenstopps in der 31. Runde. Alle anderen Fahrer folgten bis auf Verstappen und Alonso, welche auf Regen spekulierten. 20 Runden vor Schluss begann es dann auch tatsächlich zu regnen. Alonso bekam allerdings versehentlich bei seinem Stopp nicht die Intermediates aufgezogen, sondern die Mediums. Alle anderen Fahrer wechselten hingegen auf die Intermediates. Ferrari ließ seine beiden Fahrer zu lange draußen, sodass Hamilton an Sainz jr. vorbeiziehen konnte. Russell erhielt in dieser Zeit eine Fünf-Sekunden-Zeitstrafe, da er beim Zurückfahren auf die Strecke mit Pérez kollidierte. Da Alonso erneut zur Box musste, um auf Intermediates zu wechseln, behielt Verstappen die Führung bis Rennende. Er gewann schließlich ungefährdet vor Alonso und Ocon.
Für Verstappen war es der 39. Sieg in der Formel-1-Weltmeisterschaft. Bei Red Bull zog er mit dem Erfolg an Sebastian Vettel als bisheriger Rekordsieger vorbei. Alonso beendete erstmals seit dem Großen Preis von Ungarn 2014 ein Rennen auf dem zweiten Platz. Für Ocon war es das dritte Podium seiner Karriere, er wurde zusätzlich erstmals von den Zuschauern zum Fahrer des Tages gewählt. Die schnellste Runde fuhr Hamilton mit einer Zeit von 1:15,560 Minuten.
In der Fahrer- und Konstrukteurswertung blieben die ersten drei Positionen unverändert.

## Meldeliste
| Team                                  | Nr. | Fahrer           | Chassis                           | Motor                             | Reifen |
| ------------------------------------- | --- | ---------------- | --------------------------------- | --------------------------------- | ------ |
| Oracle Red Bull Racing                | 01  | Max Verstappen   | Red Bull Racing RB19              | Honda RBPTH001                    | P      |
| Oracle Red Bull Racing                | 11  | Sergio Pérez     | Red Bull Racing RB19              | Honda RBPTH001                    | P      |
| Scuderia Ferrari                      | 16  | Charles Leclerc  | Ferrari SF-23                     | Ferrari 066/10                    | P      |
| Scuderia Ferrari                      | 55  | Carlos Sainz jr. | Ferrari SF-23                     | Ferrari 066/10                    | P      |
| Mercedes-AMG Petronas F1 Team         | 63  | George Russell   | Mercedes-AMG F1 W14 E Performance | Mercedes-AMG F1 M14 E Performance | P      |
| Mercedes-AMG Petronas F1 Team         | 44  | Lewis Hamilton   | Mercedes-AMG F1 W14 E Performance | Mercedes-AMG F1 M14 E Performance | P      |
| BWT Alpine F1 Team                    | 31  | Esteban Ocon     | Alpine A523                       | Renault E-Tech RE23               | P      |
| BWT Alpine F1 Team                    | 10  | Pierre Gasly     | Alpine A523                       | Renault E-Tech RE23               | P      |
| McLaren F1 Team                       | 81  | Oscar Piastri    | McLaren MCL60                     | Mercedes-AMG F1 M14 E Performance | P      |
| McLaren F1 Team                       | 04  | Lando Norris     | McLaren MCL60                     | Mercedes-AMG F1 M14 E Performance | P      |
| Alfa Romeo F1 Team Stake              | 77  | Valtteri Bottas  | Alfa Romeo C43                    | Ferrari 066/10                    | P      |
| Alfa Romeo F1 Team Stake              | 24  | Zhou Guanyu      | Alfa Romeo C43                    | Ferrari 066/10                    | P      |
| Aston Martin Aramco Cognizant F1 Team | 18  | Lance Stroll     | Aston Martin AMR23                | Mercedes-AMG F1 M14 E Performance | P      |
| Aston Martin Aramco Cognizant F1 Team | 14  | Fernando Alonso  | Aston Martin AMR23                | Mercedes-AMG F1 M14 E Performance | P      |
| MoneyGram Haas F1 Team                | 20  | Kevin Magnussen  | Haas VF-23                        | Ferrari 066/10                    | P      |
| MoneyGram Haas F1 Team                | 27  | Nico Hülkenberg  | Haas VF-23                        | Ferrari 066/10                    | P      |
| Scuderia AlphaTauri                   | 21  | Nyck de Vries    | AlphaTauri AT04                   | Honda RBPTH001                    | P      |
| Scuderia AlphaTauri                   | 22  | Yuki Tsunoda     | AlphaTauri AT04                   | Honda RBPTH001                    | P      |
| Williams Racing                       | 23  | Alexander Albon  | Williams FW45                     | Mercedes-AMG F1 M14 E Performance | P      |
| Williams Racing                       | 02  | Logan Sargeant   | Williams FW45                     | Mercedes-AMG F1 M14 E Performance | P      |

## Klassifikationen

### Qualifying
| Pos.                                                                      | Fahrer           | Konstrukteur                 | Q1       | Q2       | Q3       | Start |
| ------------------------------------------------------------------------- | ---------------- | ---------------------------- | -------- | -------- | -------- | ----- |
| 01                                                                        | Max Verstappen   | Red Bull Racing-Honda RBPT   | 1:12,386 | 1:11,908 | 1:11,365 | 01    |
| 02                                                                        | Fernando Alonso  | Aston Martin Aramco-Mercedes | 1:12,886 | 1:12,107 | 1:11,449 | 02    |
| 03                                                                        | Charles Leclerc  | Ferrari                      | 1:12,912 | 1:12,103 | 1:11,471 | 06    |
| 04                                                                        | Esteban Ocon     | Alpine-Renault               | 1:12,967 | 1:12,248 | 1:11,553 | 03    |
| 05                                                                        | Carlos Sainz jr. | Ferrari                      | 1:12,717 | 1:12,210 | 1:11,630 | 04    |
| 06                                                                        | Lewis Hamilton   | Mercedes                     | 1:12,872 | 1:12,156 | 1:11,725 | 05    |
| 07                                                                        | Pierre Gasly     | Alpine-Renault               | 1:13,033 | 1:12,169 | 1:11,933 | 07    |
| 08                                                                        | George Russell   | Mercedes                     | 1:12,769 | 1:12,151 | 1:11,964 | 08    |
| 09                                                                        | Yuki Tsunoda     | AlphaTauri-Honda RBPT        | 1:12,642 | 1:12,249 | 1:12,082 | 09    |
| 10                                                                        | Lando Norris     | McLaren-Mercedes             | 1:12,877 | 1:12,377 | 1:12,254 | 10    |
| 11                                                                        | Oscar Piastri    | McLaren-Mercedes             | 1:13,006 | 1:12,395 | –        | 11    |
| 12                                                                        | Nyck de Vries    | AlphaTauri-Honda RBPT        | 1:13,054 | 1:12,428 | –        | 12    |
| 13                                                                        | Alexander Albon  | Williams-Mercedes            | 1:12,706 | 1:12,527 | –        | 13    |
| 14                                                                        | Lance Stroll     | Aston Martin Aramco-Mercedes | 1:12,722 | 1:12,623 | –        | 14    |
| 15                                                                        | Valtteri Bottas  | Alfa Romeo-Ferrari           | 1:13,038 | 1:12,625 | –        | 15    |
| 16                                                                        | Logan Sargeant   | Williams-Mercedes            | 1:13,113 | –        | –        | 16    |
| 17                                                                        | Kevin Magnussen  | Haas-Ferrari                 | 1:13,270 | –        | –        | 17    |
| 18                                                                        | Nico Hülkenberg  | Haas-Ferrari                 | 1:13,279 | –        | –        | 18    |
| 19                                                                        | Zhou Guanyu      | Alfa Romeo-Ferrari           | 1:13,523 | –        | –        | 19    |
| 20                                                                        | Sergio Pérez     | Red Bull Racing-Honda RBPT   | 1:13,850 | –        | –        | 20    |
| 107-Prozent-Zeit: 1:17,453 min (bezogen auf Q1-Bestzeit von 1:12,386 min) |                  |                              |          |          |          |       |

Anmerkungen
1. ↑  Leclerc wurde um drei Startplätze nach hinten versetzt, da er im Qualifying Norris behindert hat.

### Rennen
| Pos.                                                            | Fahrer           | Konstrukteur                 | Runden | Stopps | Zeit        | Start | Schnellste Runde |
| --------------------------------------------------------------- | ---------------- | ---------------------------- | ------ | ------ | ----------- | ----- | ---------------- |
| 01                                                              | Max Verstappen   | Red Bull Racing-Honda RBPT   | 78     | 1      | 1:48:51,980 | 01    | 1:16,604 (23.)   |
| 02                                                              | Fernando Alonso  | Aston Martin Aramco-Mercedes | 78     | 2      | + 27,921    | 02    | 1:16,674 (43.)   |
| 03                                                              | Esteban Ocon     | Alpine-Renault               | 78     | 2      | + 36,990    | 03    | 1:16,528 (41.)   |
| 04                                                              | Lewis Hamilton   | Mercedes                     | 78     | 2      | + 39,062    | 05    | 1:15,650 (33.)   |
| 05                                                              | George Russell   | Mercedes                     | 78     | 2      | + 56,284    | 08    | 1:16,798 (48.)   |
| 06                                                              | Charles Leclerc  | Ferrari                      | 78     | 2      | + 1:01,890  | 06    | 1:15,773 (46.)   |
| 07                                                              | Pierre Gasly     | Alpine-Renault               | 78     | 2      | + 1:02,362  | 07    | 1:15,831 (49.)   |
| 08                                                              | Carlos Sainz jr. | Ferrari                      | 78     | 2      | + 1:03,391  | 04    | 1:16,449 (43.)   |
| 09                                                              | Lando Norris     | McLaren-Mercedes             | 77     | 2      | + 1 Runde   | 10    | 1:17,844 (46.)   |
| 10                                                              | Oscar Piastri    | McLaren-Mercedes             | 77     | 1      | + 1 Runde   | 11    | 1:17,513 (47.)   |
| 11                                                              | Valtteri Bottas  | Alfa Romeo-Ferrari           | 77     | 1      | + 1 Runde   | 15    | 1:17,824 (19.)   |
| 12                                                              | Nyck de Vries    | AlphaTauri-Honda RBPT        | 77     | 1      | + 1 Runde   | 18    | 1:17,561 (43.)   |
| 13                                                              | Zhou Guanyu      | Alfa Romeo-Ferrari           | 77     | 1      | + 1 Runde   | 12    | 1:16,926 (05.)   |
| 14                                                              | Alexander Albon  | Williams-Mercedes            | 77     | 2      | + 1 Runde   | 13    | 1:16,672 (24.)   |
| 15                                                              | Yuki Tsunoda     | AlphaTauri-Honda RBPT        | 76     | 1      | + 2 Runden  | 09    | 1:17,680 (36.)   |
| 16                                                              | Sergio Pérez     | Red Bull Racing-Honda RBPT   | 76     | 5      | + 2 Runden  | 20    | 1:16,269 (05.)   |
| 17                                                              | Nico Hülkenberg  | Haas-Ferrari                 | 76     | 3      | + 2 Runden  | 18    | 1:16,991 (06.)   |
| 18                                                              | Logan Sargeant   | Williams-Mercedes            | 76     | 3      | + 2 Runden  | 16    | 1:17,302 (32.)   |
| 19                                                              | Kevin Magnussen  | Haas-Ferrari                 | 70     | 1      | DNF         | 17    | 1:18,351 (41.)   |
| –                                                               | Lance Stroll     | Aston Martin Aramco-Mercedes | 53     | 2      | DNF         | 14    | 1:17,769 (18.)   |
| Fahrer des Tages: Esteban Ocon (23,5 % der abgegebenen Stimmen) |                  |                              |        |        |             |       |                  |

Anmerkungen
1. ↑  Russell bekam eine Fünf-Sekunden-Zeitstrafe wegen gefährlichen Zurückfahren auf die Strecke. An seiner Position änderte die Strafe nichts.

## WM-Stände nach dem Rennen
Die ersten zehn des Rennens bekamen 25, 18, 15, 12, 10, 8, 6, 4, 2 bzw. 1 Punkt(e). Zusätzlich wurde ein Punkt für die schnellste Rennrunde vergeben, wenn der betreffende Fahrer unter den ersten Zehn ins Ziel kam.

### Fahrerwertung
| Pos. | Fahrer           | Konstrukteur                 | Punkte |
| ---- | ---------------- | ---------------------------- | ------ |
| 01   | Max Verstappen   | Red Bull Racing-Honda RBPT   | 144    |
| 02   | Sergio Pérez     | Red Bull Racing-Honda RBPT   | 105    |
| 03   | Fernando Alonso  | Aston Martin Aramco-Mercedes | 93     |
| 04   | Lewis Hamilton   | Mercedes                     | 69     |
| 05   | George Russell   | Mercedes                     | 50     |
| 06   | Carlos Sainz jr. | Ferrari                      | 48     |
| 07   | Charles Leclerc  | Ferrari                      | 42     |
| 08   | Lance Stroll     | Aston Martin Aramco-Mercedes | 27     |
| 09   | Esteban Ocon     | Alpine-Renault               | 21     |
| 10   | Pierre Gasly     | Alpine-Renault               | 14     |

| Pos. | Fahrer          | Konstrukteur          | Punkte |
| ---- | --------------- | --------------------- | ------ |
| 11   | Lando Norris    | McLaren-Mercedes      | 12     |
| 12   | Nico Hülkenberg | Haas-Ferrari          | 6      |
| 13   | Oscar Piastri   | McLaren-Mercedes      | 5      |
| 14   | Valtteri Bottas | Alfa Romeo-Ferrari    | 4      |
| 15   | Zhou Guanyu     | Alfa Romeo-Ferrari    | 2      |
| 16   | Yuki Tsunoda    | AlphaTauri-Honda RBPT | 2      |
| 17   | Kevin Magnussen | Haas-Ferrari          | 2      |
| 18   | Alexander Albon | Williams-Mercedes     | 1      |
| 19   | Nyck de Vries   | AlphaTauri-Honda RBPT | 0      |
| 20   | Logan Sargeant  | Williams-Mercedes     | 0      |

### Konstrukteurswertung
| Pos. | Konstrukteur                 | Punkte |
| ---- | ---------------------------- | ------ |
| 01   | Red Bull Racing-Honda RBPT   | 249    |
| 02   | Aston Martin Aramco-Mercedes | 120    |
| 03   | Mercedes                     | 119    |
| 04   | Ferrari                      | 90     |
| 05   | Alpine-Renault               | 35     |

| Pos. | Konstrukteur          | Punkte |
| ---- | --------------------- | ------ |
| 06   | McLaren-Mercedes      | 17     |
| 07   | Haas-Ferrari          | 8      |
| 08   | Alfa Romeo-Ferrari    | 6      |
| 09   | AlphaTauri-Honda RBPT | 2      |
| 10   | Williams-Mercedes     | 1      |